# Історія Дніпра
Місто спочатку планувалося як третя столиця Російської імперії (після Москви і Санкт-Петербурга) та як центр Новоросії. Один із найбільших промислових центрів Радянської України, Дніпро було одним із ключових центрів ядерної, оборонної та космічної промисловості Радянського Союзу. Через свою військову промисловість місто було закритим до початку 1990-х років.

## З найдавніших часів до Київської Русі
Місце, у якому розташовується сучасне місто Дніпро, з давнини було сприятливим для проживання — за винятком тих тисячоліть палеоліту, коли тут проходив кордон льодовикового щита.
На території міста і найближчих околиць виявлені сезонні мисливські стоянки людини епохи кам'яного віку (40—16 тис. років до н. е.) — мезолітичних мисливців. Так, в Осокорівській балці Дніпропетровської області в мезолітичному поселенні знайдені раковини із Середземного і Червоного морів. На території області знайдено ще дві унікальних мезолітичних пам'ятки. У 1952 році біля села Волоське (18 км вниз по течії Дніпра) знайдено традиційні первісні поховання людей. Поховання були розташовані по колу, у центрі - кістяк без голови. Деякі скелети носили елементи воєнних ушкоджень (знайдені наконечники стріл, застряглі в кістках). Найцікавіший висновок антропологів: поховання на річці належать до негроїдної раси. Яка драма розігралася тут 10 тис. років тому? Другий могильник був знайдений біля села Військове нижче по Дніпру. Скелети цього поховання - у позі ембріона. В кістках також виявлені наконечники стріл, але поховання належить європеоїдам. При цьому як у першому, так і в другому випадку відсутні поховання жінок і дітей.
У неоліті (м тис. до н. е.) відомі поселення на території сучасної Ігрені (район р. Дніпра на лівому березі річки Самара). За оцінками деяких дослідників, саме в Придніпровських степах виник кочівницько-скотарський спосіб ведення господарства (представники Середньостогівської культури епохи енеоліту вважаються предками всіх індоєвропейських народів — поселення на Деміївці та Ігрені). Звідси, як вважається, почалося заселення індоєвропейцями азійських степів та Центральної Європи (курганна гіпотеза).
У бронзовий вік (III—II тис. до н. е.) Надпоріжжя — один з ареалів племен ямної культури, представниками якої були проіндоєвропейські племена скотарів. Ареал їх розселення — від Уралу до Молдови. Степи України саме при ямниках вкриваються численними курганами — пов'язаний із сонцем місцевий культ (подібний до єгипетського та месопотамського, що призвели відповідно до будівництва у цих регіонах пірамід та зиккуратів) також з'являється в цей час. Пізніше ці землі були своїми також для племен катакомбної та зрубної культур.
Перші народи Північного Причорномор'я, про котрі залишилися найдавніші письмові згадки давньогрецьких і ассирійських авторів — кочівники: кімерійці, скіфи, сармати (II тис. до н. е. — початок I тис. н. е.). Вже з тих незапам'ятних часів існував зв'язок по Дніпру і Чорному морю з Східним Середземномор'ям.
У III—IV століттях в 40 км на південь від Дніпра (у с. Башмачка) знаходився один із центрів Готської імперії, а можливо, і її столиця (Данпарстад). Існували поселення і в межах міста.
У часи Великого переселення народів через край пройшли войовничі орди гунів (IV століття), аварів, булгарів (VII століття), угорців (IX століття)…
Приблизно в IX столітті (870 р.) на нинішньому Монастирському (Комсомольському) острові (нині — у центрі міста) візантійські ченці засновують монастир. Місце було обрано не випадково: вперше острів згадується в Житії св. Феодосія, як найпівнічніший пункт, куди дійшов у своїй місії Християнського вчення один з учнів Христа — Андрій Первозванний. Надалі стіни монастиря не раз бачили як пропливають Дніпром дружини київських князів дорогою у Таврію або Константинополь. Вони часто зупинялися тут на ночівлю.
Ймовірно, монастир був зруйнований під час монгольської навали в 1240 році. Але за часів козаччини почав відновлюватися. У гирлі Самари в XI—XIII століттях знаходилося торгівельно-ремісниче місто, яке також загинуло у 1240 році під час навали монголо-татар. (За іншими версіями, тут з IX століття розташовувався племінний центр уличів — місто Пересічень, мешканці якого після XIII століття ймовірно перебралися на інший бік Самари, де заснували торгове містечко Самар).

## Запорізька Січ

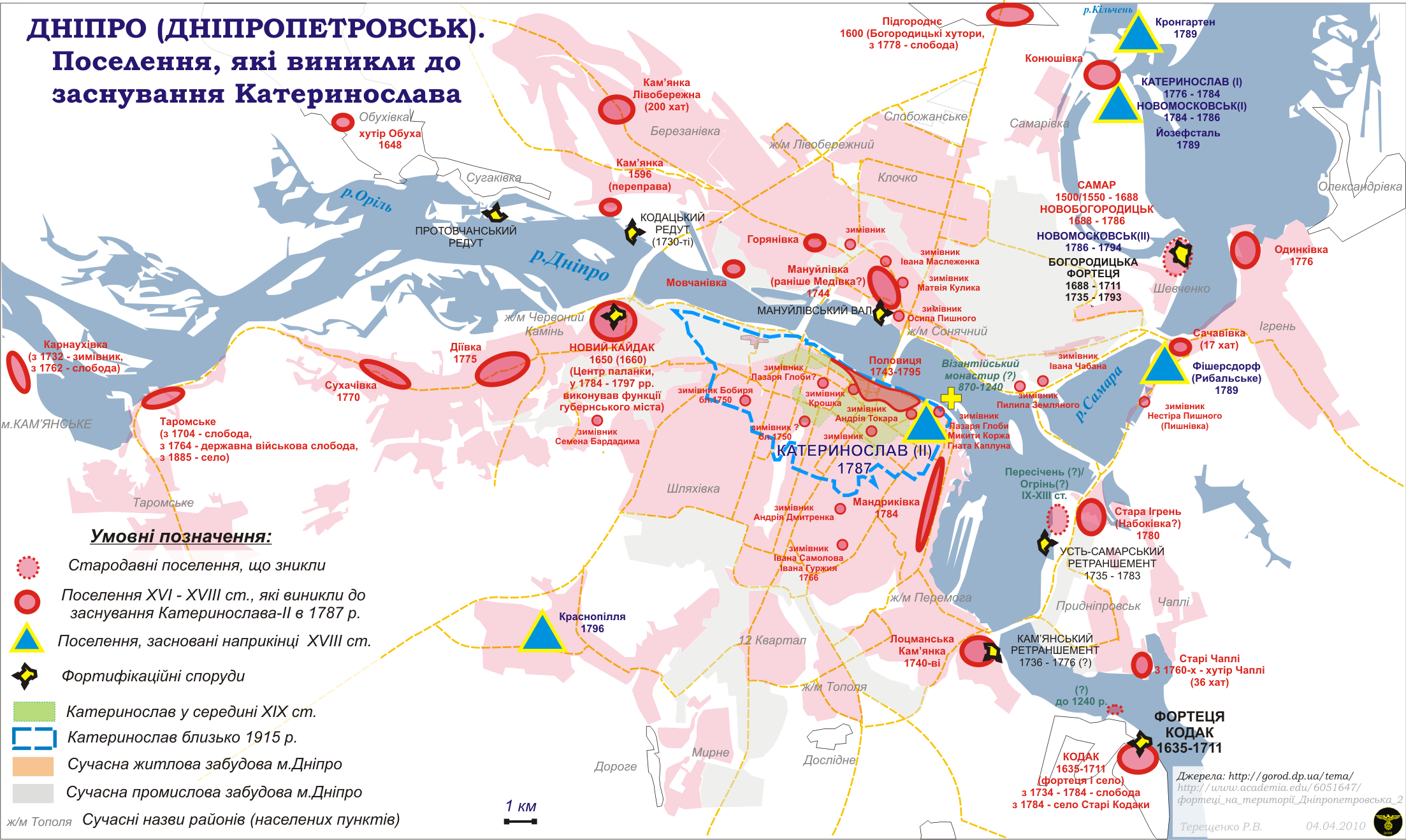
Поселення на території сучасного Дніпра до заснування Катеринослава

Після монгольської навали край спустів, осіле населення відійшло далеко на північний захід - аж до Києва та Лубен. В степах, які отримали назву «Дикого поля», кочували ногайські орди, підвладні кримському ханові. В 1-й половині XV століття литвини витіснили кочівників з правобережжя Дніпра, межа між Великим Князівством Литовським і  Кримським ханством (виникло у 1443 р.) пройшла по Дніпру від гирла і далі на схід — по Самарі — тобто по території сучасного Дніпра.
У XVI столітті почалося поступове заселення й відродження краю, особливо після становлення Запорозького козацтва і організації нижче по Дніпру Січей, що були перепоною на шляху татарських загонів на північ. Так, вже з 1500 або 1550—1564 років відомо поселення Самарь (Старий Самар) на території нинішнього сел. Шевченка в пониззі Самари — археологічні знахідки підтверджують існування тут великого торгово-ремісничого прикордонного поселення. З 1596 року (за даними єпископа Феодосія Макаревського) відомо поселення біля переправи через Дніпро — Кам'янка (нині у складі міста).
У 1635 році польська влада для контролю за переміщеннями неспокійних козаків поблизу першого Дніпровського порогу спорудила фортецю Кодак за проєктом Гійома де Боплана і розмістила там гарнізон з найманців і реєстрових козаків Війська Запорозького. Навколо фортеці з часом утворилася слобода. Зараз це село Старі Кодаки на південній околиці міста з залишками земляних валів (фортеця була знищена на вимогу турків після провалу військової кампанії Петра I 1711 р.). Вище Дніпром приблизно у 1650 р. утворилося поселення Нові Кодаки (згодом укріплене), яке півтора століття відігравало роль місцевого регіонального центру Кодацької паланки Запоріжжя.
Після 1667 року Лівобережна Україна (складалася з Гетьманщини і земель Війська Запорозького Низового південніше р. Оріль) — на правах автономії у складі Московського царства. У 1688 році московською владою біля містечка Самар побудована Богородицька фортеця і містечко Новобогородицьк при ній — перша російська «колонія» на «низових» землях. Місцеве козацьке населення змушене було розійтися по сусідніх селах і слободах.
Після провалу військової кампанії 1711 р. Петра I за умовами Прутського договору з турками землі Запоріжжя знову потрапили під контроль васалів Османської імперії — татар, а російські фортеці, у тому числі Богородицька і Кодак, були зруйновані. Незабаром землями Запоріжжя татари поступилися Речі Посполитій, і в районі фортеці відродилося поселення(нині — Старий Кодак).
У 1734 р. Росія почала готуватися до нової війни з Османською імперією: була відбудована Богородицька фортеця та відновлено Усть-Самарський ретраншемент (у районі нинішнього селища Рибальське, проіснував до 1786 р.).
Після війни з Османською імперією 1735—1739 років Росія знову отримала контроль над краєм. Проте межа з Кримським ханством проходила всього лише за 100 км південніше, що заважало освоєнню краю. Але після війни виникають поселення по Дніпру вище Кодака — Романкове, Тритузне (1740), Мануйлівка (1744), Кам'янське (1750), Діївка (1755), Сухачівка (1770). Біля Кодака з'явилося селище лоцманів — Лоцманська Кам'янка (відоме з 1750 року), хутір Чаплі (з 1760-х), Одинківка (1776).
Наразі ці села входять до складу Дніпра та Кам'янського, частково одноповерхова забудова знесена для будівництва багатоповерхових житлових масивів (Нові Кайдаки, Діївка, Кам'янка, Мандриківка, Лоцманська Кам'янка), на місці колишньої козацької слободи Половиці (1743—1795) знаходиться історичний центр Дніпра.
За переказами, вздовж Дніпра у ті часи тут існувала ціла система підземних ходів, які дозволяли приховано пересуватися і взагалі переховуватися під час ворожої навали. Зараз наявність легендарних ходів доведено на практиці. Один хід прямував до Дніпра, де серед скель був влаштований грот, звідки можна було непомітно переправитися на Монастирський острів. Ці виходи не раз спостерігали в XIX столітті. Другий хід вів через балку до дерев'яного палацу губернатора та архієрейського дому, розташованим на єдиній вибудуваній за Потьомкіна вулиці. А третій тягнувся паралельно Потьомкінському Палацові. Збудувати підземний лабіринт на той час було цілком реально, адже на будівництво міста було надіслано 12 полків.
У 1764 р. автономія Лівобережної України була остаточно скасована, також скасовано гетьманське правління. У результаті чергової війни з турками Російська імперія закріпилася у гирлі Дніпра — Південного Бугу та Криму (остаточно Крим був приєднаний до Росії у 1783 р.), після чого необхідність у запорізькому козацтві, як збройному прикордонному формуванні, у Катерини II відпала.
У 1775 р. Запорозьке Військо було ліквідовано, його землі передані до складу Новоросійської губернії (центр м. Кременчук), а з самої губернії виділена Азовська губернія. Тимчасово (1776—1778 року) резиденцією губернатора, до будівництва губернського міста, служила Білевська фортеця (нині місто Красноград у Харківській області). Самі ж козаки були переселені пізніше на нові кордони на Дністер (а після 1793 р. — на Кубань), а деякі частково перейшли на турецький бік у гирлі Дунаю.

## Російська Імперія

Катеринослав самарський (1-ий, кільченський)

### Будівництво Катеринослава
Для управління нещодавно приєднаними до Росії землями був потрібен адміністративний центр. 18 червня 1775 року на генеральній мапі Азовської губернії було означено місце розташування губернського центру, а 14 жовтня складено план запроектованого губернського міста на р. Кільчені при впадінні у Самару. Для заснування Катеринослава попервах була обрана місцевість «при впадінні річки Кільчені в Самару, у 3 верстах від історичного Старо-Самарського ретраншимента або Богородицької фортеці».
У «Деле о г. Екатеринославе за 1776 р.» мається рапорт губернатора В. О. Черткова — Григорію Потьомкіну від 23 квітня 1776 р. і при ньому кошториси і плани будівництва міста та прилеглих укріплень. У тому ж 1776 р. розпочалося будівництво міста.
Нове місто було засноване у 1776 році і назване Катеринославом на честь імператриці Катерини II. Є ще одна версія — у ті часи не прийнято було називати міста на честь живих осіб, тому, щоб догодити правительці, місто було названо на честь святої великомучениці Катерини Олександрійської.
На початку червня 1778 року губернатор В. О. Чертков перебрався в нове місто з усіма відділеннями Азовської губернської канцелярії.
У 1782 р. м. Катеринослав налічувало 2194 душі населення, мав чотири церкви — російську, грецьку, католицьку і вірменську, мав два училища для дітей дворян і різночинців. Для залучення у місто торгових людей запровадили чотири ярмарки. Окрім цього, по неділях дозволено було улаштовувати торги, на які приїздили не тільки мешканці довколишніх містечок, але й продавці з Кримського півострова.
Цей Катеринослав опісля називався Першим (Катеринослав I), Лівобережним, Кільченським.
Однак, через невдале розташування на болотистій місцевості і, як наслідок, частих повеней, захворювань серед населення, яке сягнуло декількох тисяч осіб, місто Катеринослав проіснувало тут лише кілька років (1776—1783). Це призвело до того, що наказом Катерини II від 22 січня 1784 р. Катеринослав перенесли на правий берег Дніпра на підвищену місцевість. У той час, як перший Катеринослав було перейменовано у повітове місто Новомосковськ (котре також було перенесено звідси — вище по р. Самара у 1794 р.), після чого вивільнені землі були віддані німецьким колоністам Йозефсталі і Кронгартену.
22 січня 1784 року було видано указ Катерини II про заснування другого Катеринослава на річці Дніпро. Катеринослав, за початковим планом фаворита імператриці князя Г. О. Потьомкіна і самої Катерини Другої, повинен був стати «Третьою столицею Російської імперії». Перший історіограф Новоросії і Катеринославу архієпископ Гавриїл (Розанов) свідчив, що, коли у новостворену Катеринославську єпархію прибув на початку січня 1787 року Катеринославський архієпископ Амвросій (Серебренніков), саме місто Катеринослав ще не почали будувати.
Офіційно місто було засновано під час подорожі на південні землі Катерини Другої, яка заклала перший камінь у будівництво Преображенського собору 9 травня 1787 року. Губернські установи у часи між 1-м і 2-м Катеринославом (1784—1787) розташовувалися в Новому Кайдаці та у місті Кременчук, звідки вони були переведені у Катеринослав тільки за указом Катерини II у 1789 році.
Розташування центру нового Катеринослава (на пагорбі) знову виявилося не дуже вдалим — позначалися труднощі з водопостачанням.
У зв'язку з вищезазначеним, міський центр став формуватися на захід від пагорба, у низині над Дніпром, поглинаючи козацьку слободу Половиця. Слобода відома з 1743 року, коли на горбі над нею оселився козак Лазар Глоба і заснував тут сад, нині — парк ім. Тараса Шевченка. Після заснування тут Катеринослава II Глоба змушений був продати сад Потьомкіну і перебратися на захід. Тут, на місці нинішнього парку ім. Л. Глоби, він заснував ще один сад. Мешканці Половиці теж розбредалися по навколишніх селах (особливо в Мандриківку, відому з 1784 р.). Вже у 1790-х роках козацька слобода була забудована міськими будівлями; зараз тут — центр сучасного міста.
У 1794 р. в околицях Катеринослава були засновані німецькі колонії — * Кронгартен (в гирлі Кільчені, нині східна частина р. Підгородне),
- Йозефсталь (південніше Кронгартена, нині с. Самарівка в межах міста),
- Фишерсдорф (в гирлі Самари, нині Рибальске — західна частина Ігрені),
- Ямбург (у гирлі р. Сура, нині — с. Дніпрове).

Незважаючи на ентузіазм і грандіозні плани генерал-губернатора краю (з 1774 р.) Григорія Потьомкіна з перетворення Катеринослава у Третю Столицю Імперії, після смерті його (в 1791 році) і Катерини Другої (у 1796 році), а також через відсутність коштів у скарбниці розвиток міста загальмувався. З великих підприємств була збудована лише казенна суконна мануфактура (1794 р., нині — колишня будівля 1-го хлібозаводу біля вокзалу). Для роботи на мануфактурі були завезені робітники з Могилівської губернії, поселені на Сурі (с. Сурсько-Литовське), тоді ж (1796 р.) виникло і с. Краснопілля (нині — у складі міста).
До 1796 р. у місті налічувалося 11 кам'яних будинків (у тім числі палац Потьомкіна) та 185 дерев'яних будинків, у той час як у сусідньому Новому Кодакові було 239 дерев'яних будинків і мазанок. Населення губернського центру становило лише кілька тисяч чоловік (до 1804 року — 6389 осіб).
Першим гербом Катеринослава була піраміда з масонською символікою — променистою дельтою, тільки на місці ока стояв вензель Катерини, «Е. І. в.» з короною, від якого виходили промені; внизу ж стояла дата заснування міста — 1787. За версією істориків, Г. Потьомкін планував звести на цьому місці «ідеальне місто», Новий Єрусалим.

### Кінець XVIII— початок XX століття
У 1796—1802 рр. губернський центр носив назву Новоросійськ. Перейменування відбулося в рамках прагнення нового імператора Павла I знищити всякі нагадування про діяльність його матері, імператриці Катерини II. Новоросійська губернія при Павлові I включала в себе всі нещодавно приєднані землі: Запоріжжя, Едісан, Крим із Приазов'ям та гирлом Дону. Після смерті Павла I на прохання містян імператор Олександр і повернув місту в 1802 році колишню назву.
Населення Катеринослава продовжувало збільшуватися. Так, якщо у 1804 році тут проживало 6389 осіб, то до 1853 році — 13 011 осіб. У 1838 році почала випуск перша газета міста — «Катеринославські губернські відомості».
До 1862 році в місті було 315 кам'яних і 3060 дерев'яних будинків. Промислове розвиток у першій половині XIX століття було відносно слабким; діяли ряд заводиків: цегляних, чавуноливарний, свічкових, миловарних, салотопних та шкіряних.
У 1873 році на лівий берег (ст. Нижньодніпровськ) прийшла залізнична гілка Лозово-Севастопольської залізниці через Синельникове, але тільки через 11 років (в 1884 році) відбулося відкриття грандіозного мосту через річку Дніпро та вокзалу в самому Катеринославі (на правому березі Дніпра). Залізниця зв'язала Донбас (Ясинувата) з Кривбасом. Завдяки відкриттю і початку промислової розробки в районі Кривого Рогу залізорудних і вугільних родовищ — у Донбасі, почався бурхливий промисловий розвиток краю і його центру. У Катеринославі і його околицях за активної участі французького і німецького капіталу з'явилося кілька металургійних заводів (після успішної радянської модернізації діючих донині):
- Олександрівський завод Брянського акціонерного товариства;
- «Шодуар А»
- «Шодуар В»
- «Шодуар С»
- завод Гантке

Локомотивне депо Катеринослава стало найбільшим на півдні Імперії. Місто стало зростати за рахунок утворення біля заводів робітничих селищ (Фабрика, Чечелівка, Брянська слобода, Амур, Бараф, Сахалін, Султанівка).
Населення Катеринослава різко зросло — переважно за рахунок мігрантів — з 22 816 чоловік в 1865 році до 121 216 у 1897 році; населення губернського центру перебувало на 42 % з росіян, на 35 % з євреїв, і на 16 % з українців.
У цьому ж 1897 році бельгійські підприємці запустили в Катеринославі електричний трамвай — 3-й в Імперії після Києва та Нижнього Новгорода. У місті з'являється ряд громадських, культурних і освітніх установ.
На початку XX століття місто продовжує бурхливо зростати, розвивалась промисловість, торгівля, зростало населення — з 121 тис. жителів у 1897 році до 252,5 в 1910 році.
У подіях 1905 року численний катеринославський "пролетаріат" брав найактивнішу участь. Тут, зокрема, починали свою революційну діяльність І. В. Бабушкін і Г. І. Петровський.

## Українська революція
У листопаді 1917 р. Катеринославська губернія опинилася в складі УНР. За новим поділом місто стає земський центром адміністративно-територіальної одиниці Січ. Проте вже 9 січня 1918 року в губернський центр увійшли більшовицькі загони.
З квітня 1918 року німецька армія витіснила більшовиків на схід, українську владу було відновлено і Катеринослав до кінця 1918 р. опинився у складі (Української держави П. Скоропадського). У жовтні 1918 р. тут було відкрито університет. З січня 1919 р. місто входило до «червоної» УРСР. З 16 (29) червня 1919 р. місто входило до складу Білого Півдня Росії.
У роки Української революції місто не раз ставало ареною боїв. Революційна повстанська армія України Нестора Махна займала місто двічі: 27—31 грудня 1918 року і з 9 листопада по 9 грудня 1919 року. Останнім разом місто було її столицею. 1918 року Махно з міста вибили червоні і Армія УНР, в 1919-му — частини Білої армії (корпус ген. Слащова). З 1 січня 1920 місто зайняла Робітниче-селянська червона армія: Катеринослав входить до складу УСРР.
У 1918—1919 роках, у роки існування Української Народної Республіки та Української Держави, місто неофіційно називалося Січеславом.
Влада в місті в роки українських визвольних змагань:
| Час                                      | Влада                                                                             |
| ---------------------------------------- | --------------------------------------------------------------------------------- |
| 23 червня — 20 листопада 1917 року       | УЦР                                                                               |
| 20 листопада — 29 грудня 1917 року       | УНР                                                                               |
| 29 грудня 1917 року — 4 квітня 1918 року | більшовики                                                                        |
| 4 — 29 квітня 1918 р.                    | УНР                                                                               |
| 29 квітня — 18 листопада 1918 р.         | Українська держава                                                                |
| 18 листопада — 11 грудня 1918 р.         | «Чотиривладдя» (німецькі війська, директорія УНР, Добровольча армія, більшовики)  |
| 11—19 грудня 1918 р.                     | Німецькі війська, директорія УНР, більшовики                                      |
| 19—27 грудня 1918 р.                     | директорія УНР і більшовики                                                       |
| 27—30 грудня 1918 р.                     | Бої за місто між Армією УНР з одного боку і більшовиками і махновцями — з іншого. |
| 30—31 грудня 1918 р.                     | махновці                                                                          |
| 31 грудня 1918 — 23 січня 1919 рр.       | директорія УНР                                                                    |
| 23—27 січня 1919 р.                      | Бої за місто між Армією УНР з одного боку і більшовиками і махновцями — з іншого. |
| 27 січня-11 травня 1919 р.               | махновці і більшовики                                                             |
| 12—15 травня 1919 р.                     | Війська отамана Григор'єва                                                        |
| 15 травня — 29 червня 1919 р.            | більшовики                                                                        |
| 29 червня — 28 жовтня 1919 р.            | ЗСПР                                                                              |
| 28 жовтня — 9 листопада 1919 р.          | Бої за місто між махновцями та ЗСПР                                               |
| 9 листопада — 8 грудня 1919 р.           | махновці                                                                          |
| 8—30 грудня 1919 р.                      | ЗСПР                                                                              |

30 грудня 1919 року місто остаточно займається червоною армією.

## Радянська окупація
У липні 1926 р. Катеринослав перейменовано на «Дніпропетровськ» за прізвищем одного з діячів комуністичного руху, одного з організаторів Голодомору Григорія Петровського.
За результатами перших п'ятирічок Дніпропетровськ перетворився на основну базу металургійної промисловості півдня СРСР. У місті розташовувався ЦК профспілки робітників чорної металургії Півдня (1934—1948).
1930 р. у місті заснований Інститут кукурудзяно-соргового господарства, з 1956 року — Всесоюзний Інститут кукурудзи, нині Інститут зернового господарства НААН (з 1996 року), «головний галузевий і селекційний центр по кукурудзі» всього СРСР.
22 червня 1941 року гітлерівська Німеччина напала на СРСР. 25 серпня 1941 року після запеклої оборони місто  окуповано німецькими військами і 1 вересня 1941 року включено до складу Рейхскомісаріату Україна як центр Генеральної округи «Дніпропетровськ» (нім. Generalbezirk Dnjepropetrowsk); генеральний комісар — Ніколаус Зельцнер (1941—1944).
Організовується українське самоврядування, починає виходити газета «Вільна Україна», якій невдовзі нацисти повертають цілком радянську назву — «Дніпропетровська газета».
У 1941—1942 роках існував Дніпропетровський український державний університет (перший ректор д-р Іван Розгін). Під керівництвом професора історії Павла Козара влітку 1942—1943 років продовжился археологічні розкопки в районі порожистої частини Дніпра.
Відродилася українська церква, знищена більшовиками.
25 жовтня 1943 року після руйнівних артобстрілів місто було звільнено 46-ю армією у взаємодії з 8-ю гвардійською армією Червоної Армії.
Війна принесла місту величезні втрати.
Уже в 1945 році практично всі евакуйовані на схід заводи відновили випуск продукції, розпочалося будівництво нових підприємств (радіозаводу, автозаводу). Місто знову стало одним із найважливіших промислових і наукових центрів СРСР. 
У листопаді 1947 року, при управлінні дніпровського трамвая, створено тролейбусну службу. На території першого трамвайного депо виділили приміщення для ремонту й огляду тролейбусів. 7 листопада 1948, після святкової демонстрації, відкрито тролейбусний рух від вокзалу до парку Т. Г. Шевченка.
Крім відновлення і модернізації дореволюційних і довоєнних підприємств тут з'явилися такі об'єкти, як Південний машинобудівний завод (будувався з 1944 року як Дніпропетровський автомобільний завод, перепрофільований в 1951 році), Дніпровський машинобудівний завод, Радіозавод (з 1945 року), Придніпровська ТЕС (1952 рік), Завод важких пресів (1953—1955), Шинний завод (1956—1961 роки — Всесоюзне ударне комсомольське будівництво); трикотажна фабрика «Дніпрянка» (1969 рік), завод «Полімермаш»: до старих промислових вузлів — Західного і Північного додався Південний.
З 1955 року, після відновлення та забудови монументальними будівлями центру міста (1948—1957) активно почали забудовуватися вільні землі в південних районах Дніпропетровська: просп. Кірова (верх), вул. Дніпропетровська — 12-й квартал, просп. Гагаріна (верх), а також Новомосковське шосе та вул. Косіора — так звана «хрущовська забудова». На правому березі Дніпра збудована найдовша в Європі набережна.
У 1966 році здано автомобільний Міст № 2 — найдовший на той момент міст через Дніпро («Новий міст»).
Наприкінці 1960—1970-х здебільшого побудовані нові житлові масиви 9—12-поверхової забудови: Червоний Камінь, Комунар, Парус, Тополя, Сокіл, Перемога (1971—1983 роки), Західний, Північний, Лівобережний, Клочко, Сонячний, Ювілейний, район вулиць Калинової, Будівельників, Гладкова. Наприкінці 1970—1980-х будувалися масиви Лівобережний-3, Фрунзенський, район Підстанції, почав забудовуватися багатоповерховими будинками верх вул. Робочої. В цей же час у Дніпропетровську з'явився ряд будівель оригінальної архітектури громадського призначення:
- Театр опери та балету (1974)
- Діорама «Битва за Дніпро» (1975)
- Літній кінолекторій (театр) в парку ім. Т. Г. Шевченка (1977)
- Нові корпуси Зенітно-ракетного військового училища (1978)
- Новий готель в аеропорту (1979)
- Нова будівля Дніпропетровського цирку (1980)
- Будинок архітектора (1980)
- Будинок політосвіти (1982)
- Нова поліклініка УВС (1982)
- Нова будівля Міськвиконкому (1983)
- Залізничний поштамт (1983)
- Реконструйовані історичний музей (1977), Український драматичний театр ім. Т. Г. Шевченка (1979), кінотеатр «Батьківщина».

Указом Президії Верховної Ради  СРСР від 20 травня 1976 року Дніпропетровськ нагороджений орденом Леніна.
У 1977 році для збільшення чисельності міста (для початку будівництва метро потрібно не менше 1 млн населення) до складу обласного центру були включені селища Ігрень і Придніпровськ, село Чаплі та деякі інші.
За післявоєнний період населення міста більш ніж подвоїлося: з 662 тис. осіб у 1959 році до 1 млн 203 тис. осіб у 1991 році (в тому числі і через приєднання деяких прилеглих населених пунктів).
До 1987 року Дніпропетровськ — закрите для іноземців місто через розміщення в ньому ракетного виробництва (ПМЗ).
До кінця 1980-х років у зв'язку з кризовими явищами в економіці розвиток міста поступово зупинився, тривала лише добудова житлових масивів Тополя-1, Лівобережний-3, верху вулиці Робочої. 
Однак у середині 1990-х (в основному, завдяки активності майбутнього прем'єр-міністра України П. І. Лазаренка) у Дніпропетровську були здані в експлуатацію новий автовокзал, трамвайна лінія через Кайдацький міст і 1-ша черга метро (6 станцій, 7,8 км), новий хірургічний корпус обласної лікарні ім. Мечникова, проведена капітальна реконструкція центрального ринку «Озерка».

## Незалежна Україна

### Кінець XX— початок XXI століття
Після розпаду СРСР населення міста неухильно скорочується: як із природних причин (зменшення народжуваності і зросла смертність), так і внаслідок переселення громадян у країни далекого (Ізраїль, Німеччина, США) зарубіжжя. Після 2015 р. набуло поширення також виїзд до країн східної Європи на заробітки.
З початком нового століття життя міста почало поступово відроджуватися після кризи 1990-х років. Останніми роками намітилася позитивна тенденція у співвідношенні народжуваності і смертності. Почали з'являтися житлові новобудови, нові торговельні та торгово-розважальні центри («Дафі», «Новий центр», «Материк»/«Неоплаза», «Вавилон», «Цунамі», «Гранд-Плаза», «Призма», «Хай-тек», «Міст-сіті», «Appolo», «Караван», «Епіцентр», «Нова лінія», «Метро»), автосалони (у тому числі престижних марок), кінотеатри сучасного формату. Відчутно розвинулася мережа банківських установ; зокрема, тут знаходиться центральний офіс найбільшого в Україні «Приватбанку».
Після отримання Україною незалежності з підприємницьких кіл Дніпропетровська вийшли такі фігури загальнодержавного масштабу, як В. Коломойський, Р. Боголюбов, А. Мартинов, В. Пінчук, Ю. Тимошенко, П. Лазаренко, В. Єрмолаєв, В. Шамотій, С. Тігіпко. З містом нерозривно пов'язана багаторічна трудова біографія другого президента України, Л. Д. Кучми.
Мером міста у 1999—2014 рр. був Іван Куліченко.
У вересні 2008 року відкрито новий стадіон «Дніпро-Арена», який був побудований на місці старого «Металургу» (раніше — стадіон (у 1930—1980-ті) і речовий ринок (в 1990-ті)). Замовником виступив ФК «Дніпро». Реконструйовано і прилеглу територію.
Водночас залишалися серйозні проблеми з міським транспортом. Зникли з вулиць міста автобуси великої місткості, набагато менше стало тролейбусів і трамваїв, рухомий склад яких практично повністю зношений. Основна маса пасажирів перевозилась маршрутними таксі, які, однак, не завжди справляються з навантаженням у години пік. Практично зупинилося будівництво метро (через брак фінансування). Також накопичився ряд інших проблем (якість доріг, сміття, реконструкція фасадів будівель тощо). Усі ці причини зробили проведення матчів чемпіонату Європи з футболу 2012 року у Дніпропетровську неможливим.
Бурхливі події 2013—2014 років не обійшли стороною і Дніпро: тут відбувались антиукраїнські і проукраїнські мітинги, Путін планував тут створити «Дніпропетровську народну республіку» як частину фейкової «Новоросії». 1 березня 2014 року відбулася спроба розхитати ситуацію у місті симпатиками «російського світу», яка була успішно нейтралізована містянами.
За підтримки містян українська влада тут вистояла і Дніпро стало однією з основних тилових баз ЗСУ у війні з Росією; десятки воїнів проходили тут лікування після поранень на базі обласної лікарні ім. І. Мечнікова, і десятки знайшли тут останній притулок на місцевих цвинтарях. У травні 2016 у Дніпрі відкрито перший в Україні музей АТО (як філію історичного музею).
Впровадження в Україні децентралізації з 2014 р. надало можливість поступово розпочати відновлення міста: так, протягом 2014—2017 років було капітально відремонтовано (відновлено) основні магістралі Дніпра, розпочато капітальний ремонт центрального моста через р. Дніпро. Відновлено будівництво ділянки метро від вокзалу до нагірної частини міста та відкрито 4 нових тролейбусних маршрути на ж/м Парус, Сокіл, Сонячний та Придніпровськ.
З 27 листопада 2015 року мер міста — Борис Філатов, переобраний на наступний термін у листопаді 2020 року після перемоги у 2-му турі Загіда Краснова.
19 травня 2016 року Постановою Верховної ради України місто перейменовано з Дніпропетровська в Дніпро. Рішення виконано згідно з Законом «Про засудження комуністичного та націонал-соціалістичного (нацистського) тоталітарних режимів в Україні і заборону пропаганди їх символіки». Рішенням місцевої влади також було перейменовано низку топонімів міста.
9 серпня 2017 в медіацентрі «Інформатор» оголосили переможця конкурсу на найкращу концептуальну ідею марки міста та його логотипу.
Протягом 2017—2019 тривав капітальний ремонт центрального («Нового») мосту через Дніпро. Восени 2021 з'явилася інформація про планування ремонту опор цього моста.
У листопаді 2020 міським головою у 2-му турі переобрано Бориса Філатова.

### Російсько-українська війна
Під час російського вторгнення в Україну місто почало страждати від ракетних обстрілів крилатими ракетами російської армії. Уночі 6 квітня російські військові здійснили перший такий обстріл та завдали кілька ударів по Дніпропетровщині: влучили в нафтобазу та завод. Нафтобазу з пальним знищено. На заводі сталась сильна пожежа, зайнялось пальне. Пожежу на заводі вдалось приборкати лише через вісім годин. Минулось без жертв. 15 липня 2022 Росія завдала ракетний удар по місту та вбила трьох цивільних. 3 вересня о 2-й ночі українські військові збили всі 5 ракет «Калібр», що були запущені по Дніпру.
Протягом війни Дніпро став одним із найбільших хабів для людей, що були вимушені покинути свої домівки через бойові дії: станом на літо 2022 року тут мешкало близько 100 000 вимушених переселенців. Також, до міста переїхав ряд підприємств, як-от Краматорський завод спеціального кріплення, Приазовський державний технічний університет із Маріуполя, швацький цех із Лисичанська, Донбаський державний педагогічний університет зі Слов'янська, Сєвєродонецький центр первинної медико-санітарної допомоги та інші. Проте, через відносну близькість до лінії фронту, деякі заклади навпаки покинули місто. Наприклад, до Закарпаття було релоковано один із дніпровських дитячих будинків.

## Зміна назв вулиць
| Старовинна назва                                        | Радянська назва                                           | Сучасна назва                  |
| ------------------------------------------------------- | --------------------------------------------------------- | ------------------------------ |
| Олександрівська вул.                                    | вул. артема                                               | вул. Січових стрільців         |
| Олександро-Невський спуск                               | калінівський спуск                                        | Ярмарковий узвіз               |
| Архієрейський пров.                                     | радянський пров.                                          | пров. Феодосія Макаревського   |
| Банна вул.                                              | вул. баумана                                              | вул. Павла Нірінберга          |
| Басейна вул.                                            | вул. писаржевського                                       |                                |
| Жвава вул.                                              | Виборзька вул.                                            |                                |
| Болгарська вул.                                         | вул. благоева                                             | вул. Сергія Подолинського      |
| Лікарняна вул.                                          | Бородінська вул.                                          |                                |
| Велика Базарна вул.                                     | вул. чкалова                                              | вул. Святослава Хороброго      |
| Воскресенська вул.                                      | вул. леніна                                               | Воскресенська вул.             |
| Гімназійна вул.                                         | вул. куйбишева                                            | вул. Володимира Винниченка     |
| Гімнастична вул.                                        | вул. Шмідта                                               |                                |
| Гоголівська (Волоська) вул.                             | вул. Гоголя                                               |                                |
| Вітальня вул.                                           | вул. Гопнер                                               | вул. Магдебурзького права      |
| Дворянська площ.                                        | пл. Шевченка                                              |                                |
| Єврейська вул.                                          | вул. Шолом Алейхема                                       |                                |
| Катерининський просп. (Гульбище Середньої, Велика вул.) | просп. карла маркса                                       | просп. Дмитра Яворницького     |
| Єлисаветградська вул.                                   | вул. Савченко                                             |                                |
| Жандармська вул.                                        | Красноповстанческая балка                                 | Довга балка                    |
| Залізна вул.                                            | Миронова вул.                                             | Європейська вул.               |
| Жуковська (Тимчасова) вул.                              | вул. Жуковського                                          | вул. Василя Жуковського        |
| Йорданська вул.                                         | вул. коцюбинського                                        |                                |
| Казанська вул.                                          | вул. Карла Лібкнехта                                      | вул. Михайла Грушевського      |
| Козача вул.                                             | Комсомольська вул.                                        | Старокозацкая вул.             |
| Караїмська (Торгова) вул.                               | Госпітальна вул. — Ширшова вул.                           | вул. В'ячеслава Липинського    |
| Каретна вул.                                            | вул. Челюскіна                                            |                                |
| Гасова (Керосинная) вул.                                | вул. Леваневського                                        |                                |
| Клубна (Проточна) вул.                                  | вул. леніна                                               | Воскресенська вул.             |
| Комендантська вул.                                      | Вокзальна вул.                                            |                                |
| Хрестова вул.                                           | вул. фрунзе                                               | вул. Василя Чапленко           |
| Крутогорна вул.                                         | вул. рогальова                                            | Крутогірний узвіз              |
| Кудашевська (Підгородна) вул.                           | Барикадна вул.                                            |                                |
| Табірна вул.                                            | просп. гагаріна                                           | Проспект Науки                 |
| Лісопильна вул.                                         | вул. Пастера                                              |                                |
| Нагорна вул.                                            | вул. Паторжинського                                       |                                |
| Надєждінська (Коротка) вул.                             | вул. чичеріна                                             | вул. Надії Олексієнко          |
| Новодворянська вул.                                     | вул. дзержинського                                        | вул. Володимира Вернадського   |
| Новосельная вул.                                        | вул. Дарвіна                                              |                                |
| Первозванівка вул.                                      | вул. Короленка                                            |                                |
| Петровська (Степова) вул.                               | вул. Володарського                                        | вул. Олександра Кониського     |
| Петроградська (Петербурзька) вул.                       | ленінградська вул.                                        | вул. Князя Ярослава Мудрого    |
| Польова вул.                                            | пр. кірова                                                | просп. Поля                    |
| Поліцейська вул.                                        | вул. Шевченка                                             |                                |
| Полтавська (Цегляна) вул.                               | вул. кірова                                               | вул. Олеся Гончара             |
| Порохова вул.                                           | Кавалерійська вул.                                        |                                |
| Потьомкінська вул.                                      | вул. 40-річчя жовтня — вул. ворошилова                    | вул. Сергія Єфремова           |
| Потьомкінський пров.                                    | вул. фучика                                               | вул. Івана Акінфієва           |
| Приказна вул.                                           | вул. Якова Самарського                                    |                                |
| Провіантська вул.                                       | вул. Пастера                                              |                                |
| Пушкінський просп. (Військова вул.)                     | Проспект Пушкіна                                          | Проспект Лесі Українки         |
| Романівська (Скаковий) вул.                             | вул. свердлова                                            | вул. Антоновича                |
| Садова вул.                                             | вул. сєрова (частина вул. носить ім'я Юліуша Словацького) | вул. Андрія Фабра              |
| Семінарська вул.                                        | вул. клари цеткін                                         | вул. Володимира Моссаковского  |
| Наскрізна вул.                                          | вул. Щепкіна                                              |                                |
| Слов'янська (Кінцева) вул.                              | вул. Димитрова                                            | вул. Михайла Драгоманова       |
| Соборна площа                                           | Пл. овтнева                                               | Соборна пл.                    |
| Соборний пров.                                          | Жовтневий пров.                                           |                                |
| Старогородняя вул.                                      | вул. Свєтлова                                             |                                |
| Стародворянская вул.                                    | вул. Плеханова                                            | вул. Князя Володимира Великого |
| Столипінська (Влучна) вул.                              | вул. Чернишевського                                       |                                |
| Струковський пер.                                       | пер. Урицького                                            | Струковський спуск             |
| Тиха вул.                                               | вул. Мечникова                                            |                                |
| Трамвайна вул.                                          | вул. Боброва                                              |                                |
| Троїцька вул.                                           | Червона вул.                                              | Троїцька вул.                  |
| Наполеглива вул.                                        | вул. глінки                                               | Вулиця Королеви Єлизавети II   |
| Управская (Заводська) вул.                              | виконкомівська вул.                                       |                                |
| Фабрика Перша (Брянська вул.)                           | вул. Фабрика                                              |                                |
| Фабрика Друга (Покровська вул.)                         | вул. Булигіна                                             | вул. Івана Езау                |
| Фабрика Третя (Виїзна вул.)                             | вул. Братів бестужевых                                    |                                |
| Фабрична вул.                                           | вул. столярова                                            |                                |
| Чорногорська вул.                                       | вул. Тельмана                                             | вул. Ігоря Сікорського         |
| Перша Чечелівка                                         | просп. калініна                                           | просп. Сергія Нігояна          |
| Чечелівка Друга                                         | вул. бабушкіна                                            | вул. Романа Шухевича           |
| Третя Чечелівка                                         | Красночечеловская вул.                                    | вул. Олександра Чернікова      |
| Четверта Чечелівка                                      | Камчатська вул.                                           |                                |
| Чечелівка П'ята                                         | вул. Нестерова                                            |                                |
| Чечелівка Шоста                                         | Алтайська вул.                                            |                                |
| Чечелівка Сьома                                         | Гомельська вул.                                           |                                |
| Чечелівка Восьма                                        | вул. Братів Міллер                                        | вул. Леоніда Жебуньова         |
| Широка вул.                                             | вул. горького                                             | вул. Княгині Ольги             |
| Юр'ївська вул.                                          | вул. Шпиндяка                                             | вул. Симона Петлюри            |
| Потьомкінський сад                                      | парк Шевченка                                             | парк Шевченка                  |
| Міський сад                                             | парк чкалова                                              | Парк Лазаря Глоби              |
| Технічний сад                                           | парк чкалова                                              | Парк Лазаря Глоби              |
| Яковлевський сквер                                      | сквер ім. раковського, сквер ім. 8 Березня                |                                |